# Muselet
Muselet er den ståltråd, der holder proppen på plads på flasken på forskellige alkoholiske drikke som champagne, mousserende vin og øl.
På tysk kaldes den agraffe.